# Andrena gangcana
Andrena gangcana is een vliesvleugelig insect uit de familie Andrenidae. De wetenschappelijke naam van de soort is voor het eerst geldig gepubliceerd in 2000 door Xu & Tadauchi.